# Communauté de communes de la Presqu'île de Rhuys
La communauté de communes de la Presqu'île de Rhuys est une ancienne intercommunalité française, située dans le département du Morbihan, en région Bretagne.

## Histoire
La Communauté de communes de la Presqu'île de Rhuys est créée le 15 décembre 2005.
Le 31 décembre 2016, elle disparaît en fusionnant avec Loc'h Communauté et Vannes agglo pour former une nouvelle intercommunalité dénommée Golfe du Morbihan - Vannes agglomération, composée de 34 communes et de 169 000 habitants.

## Territoire communautaire

### Composition
La communauté de communes de la Presqu'île de Rhuys regroupe cinq communes :
| Nom                   | Code Insee | Gentilé     | Superficie (km2) | Population (dernière pop. légale) | Densité (hab./km2) |
| --------------------- | ---------- | ----------- | ---------------- | --------------------------------- | ------------------ |
| Sarzeau (siège)       | 56240      | Sarzeautins | 60,23            | 7 802 (2014)                      | 130                |
| Arzon                 | 56005      | Arzonais    | 8,93             | 2 101 (2014)                      | 235                |
| Saint-Armel           | 56205      | Armelois    | 7,95             | 897 (2014)                        | 113                |
| Saint-Gildas-de-Rhuys | 56214      | Gildasiens  | 15,28            | 1 690 (2014)                      | 111                |
| Le Tour-du-Parc       | 56252      | Parcais     | 9,30             | 1 221 (2014)                      | 131                |

### Démographie
| 1968  | 1975  | 1982  | 1990  | 1999   | 2011   | 2013   |
| ----- | ----- | ----- | ----- | ------ | ------ | ------ |
| 6 667 | 7 272 | 7 988 | 9 200 | 11 083 | 13 453 | 13 625 |

## Administration

### Liste des présidents
| Période       | Période          | Identité          | Étiquette | Qualité |
| ------------- | ---------------- | ----------------- | --------- | --- |
| décembre 2005 | 15 avril 2008    | Henri Bénéat      | DVD       | Maire de Sarzeau (2001 → 2008) Conseiller général de Sarzeau (1998 → 2004)                                            |
| 15 avril 2008 | 18 avril 2014    | Gérard Labove     | DVD       | Maire d'Arzon (2008 → 2014)                                                                                           |
| 18 avril 2014 | 31 décembre 2016 | David Lappartient | UMP       | Maire de Sarzeau (2008 → 2021) Conseiller général de Sarzeau (2011 → 2015) Conseiller départemental de Séné (2015 → ) |

### Compétences
La communauté de communes de la Presqu'île de Rhuys exerce en lieu et place les compétences que les communes lui ont déléguées :
- Aménagement de l'espace communautaire : schéma de cohérence territoriale (SCOT), schéma de secteur et zones d'aménagement concertées...
- Développement économique et touristique : zones d'activités, ateliers relais, promotion, recherche, installation d'activités économiques et soutien à l'emploi, études et élaborations d'actions touristiques à l'échelle de la Presqu'île, participation au GIT, mise en place d'une politique partenariale des offices de tourisme de la Presqu'île, hébergements des renforts de gendarmerie...
- Création ou aménagement et entretien de la voirie d'intérêt communautaire
- Politique du logement social d'intérêt communautaire et action en faveur du logement des personnes âgées
- Actions en faveur de l'accueil des gens du voyage
- Protections et mises en valeur de l'environnement : collecte, élimination et valorisation des déchets ménagers, gestion des déchèteries
- Équipements sportifs et de loisirs d'intérêt communautaire, gestion de l'école d'enseignement artistique, gestion du réseau des médiathèques de la Presqu'île de Rhuys
- Équipements et services à vocation sociale